# 金子おなじ
金子 おなじ（かねこ おなじ、1872年（明治5年） - 1964年（昭和39年）5月17日）は、日本の社会事業家である。旧姓は伊藤。愛称は「お母さん」。

## 経歴・人物
仙台藩付の儒学者だった伊藤祐順の長女として、東京府（現在の東京都）に生まれる。名の「おなじ」の由来は、彼女の実兄と同じ誕生日であった事から祖父（祐順の父）が命名したといわれている。共立女子職業学校（現在の共立女子大学）に入学し、造花の研究に携わった。卒業後に18歳で私立女子工芸学校（現在の実践女子大学）にて教鞭を執る。
1894年（明治27年）に上毛孤児院（現在の上毛愛隣社）の設立者であった金子尚雄と結婚し、夫が務めた院長の秘書を務めた。その後は夫の補助として孤児への資金やその賛同者集め、後に孤児たちが通園した前橋幼稚園の創設や北海道にて開拓農業の経営も携わった。1941年（昭和16年）に夫が死去するも、第二次世界大戦後の引退まで数百人の孤児を育てる事に成功した。